# Ка Воланино-Ла Бадија (Пезаро и Урбино)
Ка Воланино-Ла Бадија је насеље у Италији у округу Пезаро и Урбино, региону Марке.
Према процени из 2011. у насељу је живело 35 становника. Насеље се налази на надморској висини од 537 м.